# UDサラマンカ
UDサラマンカ（Union Deportiva Salamanca, スペイン語発音: [uˈnjon deporˈtiβa salaˈmaŋka]）は、スペイン・カスティーリャ・イ・レオン州・サラマンカを本拠地としていたサッカークラブである。1923年3月16日に創設され、最終シーズンとなった2012-13シーズンはセグンダ・ディビシオンB（3部相当）に所属していた。白色のシャツ、黒色のパンツを着用し、17,341人収容のエスタディオ・エル・エルマンティコをホームスタジアムとしていた。リザーブチームを引き継いだサラマンカCF UDSが後継クラブとして活動している。

## 歴史

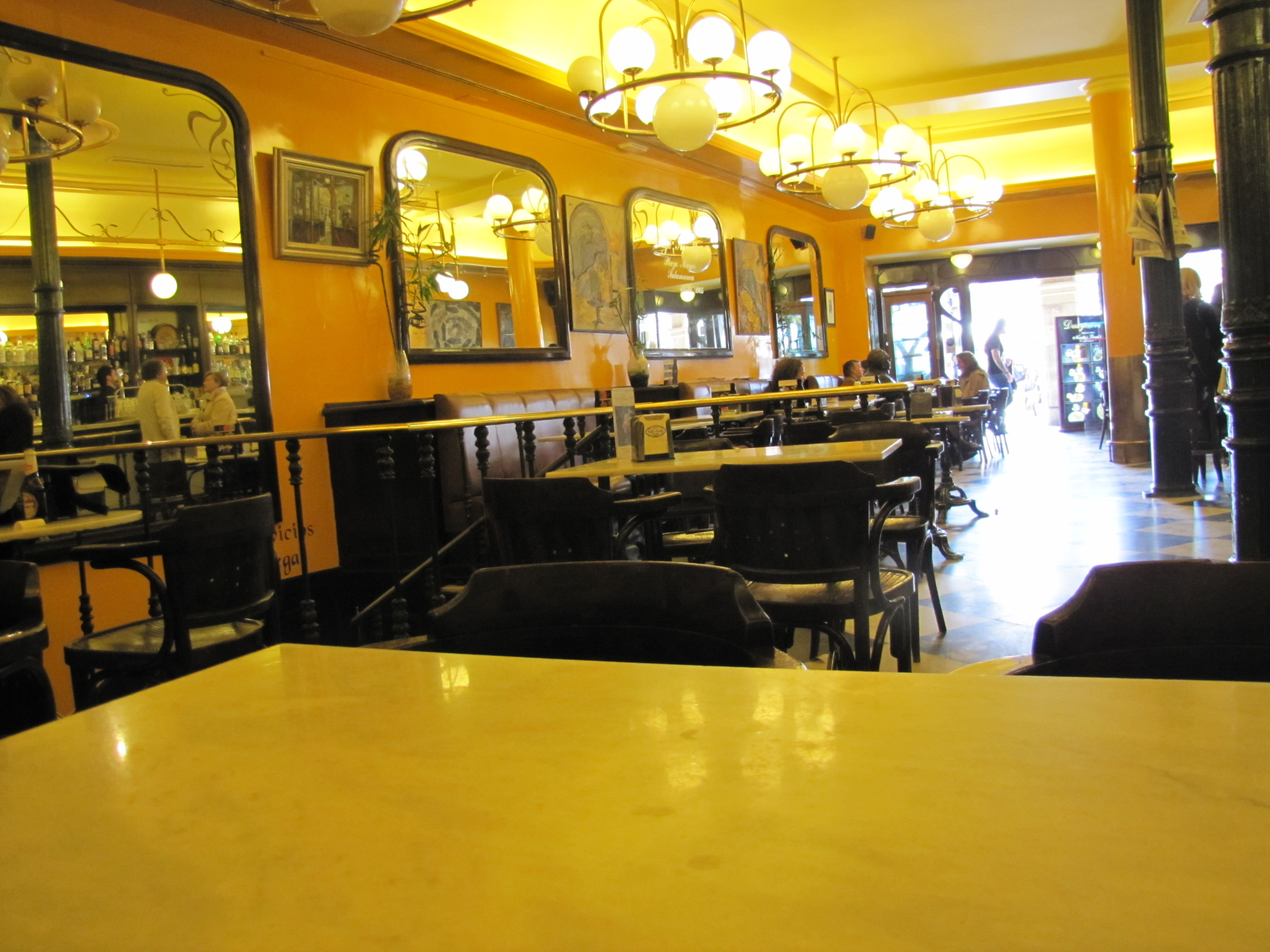
クラブ創設の地となったカフェ・ノベルティ

スペインに公式の国内リーグが設立される以前の1907年、アイルランド系の学生によってクラブが形作られ、同年にスペイン国内の選手権に初参加。1923年3月16日、サラマンカ市のプラーサ・マジョールにあるカフェ・ノベルティで、ディオニシオ・リドゥルエホによって公式にクラブが設立された。1939-49シーズンにセグンダ・ディビシオン（2部）に初参戦し、その後の30年間はセグンダ・ディビシオンもしくはテルセーラ・ディビシオン（当時3部相当）に所属した。
1974年には初めてプリメーラ・ディビシオン（1部）に昇格し、初年度の1974-75シーズンには今日に至るまでクラブ史上最高位の18クラブ中7位でシーズンを終えた。この時期は主にホセ・ルイス・ガルシア・トライド監督が指揮し、1980-81シーズンまで7シーズン連続でプリメーラに参戦し、1981-82シーズンはセグンダでプレーしたが、続く2シーズンは再びプリメーラに在籍した。しかし、1983-84シーズン、1984-85シーズンと連続で降格し、1985-86シーズンからの3シーズンはセグンダ・ディビシオンB（3部）でのプレーとなった。1992年に26歳のフアン・マヌエル・リージョ監督が就任すると、1994-95シーズンはセグンダで4位となり、昇降格プレーオフに出場。ホームでアルバセテ・バロンピエに0-2で敗れたが、アウェーでは5-0と勝利を収め、11年ぶりのプリメーラ昇格を決めた。29歳のリージョ監督はプリメーラ史上最年少監督となったが、1995-96シーズンは最下位（22位）でセグンダ降格となった。1996-97シーズンには19得点を挙げたペドロ・パウレタがセグンダの得点王（ピチーチ賞）に輝いた。1997-98シーズン（15位）と1998-99シーズン（20位）にもプリメーラに在籍したが、1999年以降の10年間はセグンダが定位置となった。2005-06シーズンだけはセグンダBでプレーしたが、レギュラーラーシーズンに優勝して昇格プレーオフを勝ち抜いた。この期間の中心選手はほぼ間違いなくキケ・マルティンである。一方でプリメーラのクラブ最多出場記録を保持しているのはアルゼンチン人のホルヘ・ダレッサンドロであり、ダレッサンドロはさらに2度に渡って監督としてサラマンカを指揮した。
2003年、元ブラジル代表のロナウドがクラブに3万ユーロを出資した。クラブ会長のフアン・ホセ・イダルゴへの支援だという。2010年12月から2011年2月にかけてクラブ記録となる10連敗を喫した。2010-11シーズンは2度も監督が交代し、19位でセグンダ・ディビシオンB降格となった。クラブ設立から90年後の2013年6月18日、未払いの負債の蓄積が理由でクラブ解散となった。その10日後の6月28日には後継クラブとしてサラマンカACが設立され、サラマンカACはいったんはテルセーラに登録されたが、その直後、スペインサッカー連盟はセグンダBへの登録を認めた。しかし実際にはどのカテゴリーにも登録されることはないまま2016年にプロジェクトは解散している。またリザーブチームであったUDサラマンカBがCDサルマンティーノと改称し引き続きテルセーラに所属したが、旧UDサラマンカとは無関係のクラブであるとして2015年にプリメーラ・プロビンシアル（6部相当）に降格となった。その後3年連続で昇格を続け2019-20シーズンにはサラマンカCF UDSというクラブ名でセグンダBに所属している。このほか2013年にサポーターが中心となってウニオニスタス・デ・サラマンカCFが設立され、こちらは2018-19シーズンからセグンダBに所属している。

### ユニフォームサプライヤー
| 期間      | サプライヤー           |
| --------- | ---------------------- |
| 1982-1989 | アディダス             |
| 1989-2000 | ホマ                   |
| 2000-2003 | オーストラル・スポーツ |
| 2003-2007 | ホマ                   |
| 2007-2011 | モベル・スポルト       |
| 2011-2013 | エレア                 |

## 成績
| シーズン | ディビジョン | 順位 | コパ・デル・レイ |
| -------- | ------------ | ---- | ---------------- |
| 1935-36  | レヒオナレス | —    |                  |
| 1939–40  | セグンダ     | 5位  |                  |
| 1940–41  | セグンダ     | 7位  |                  |
| 1941–42  | セグンダ     | 2位  |                  |
| 1942–43  | セグンダ     | 8位  |                  |
| 1943-44  | テルセーラ   | 3位  |                  |
| 1944-45  | テルセーラ   | 1位  |                  |
| 1945–46  | セグンダ     | 13位 |                  |
| 1946-47  | テルセーラ   | 2位  |                  |
| 1947-48  | テルセーラ   | 1位  |                  |
| 1948-49  | テルセーラ   | 2位  |                  |
| 1949–50  | セグンダ     | 4位  |                  |
| 1950–51  | セグンダ     | 2位  |                  |
| 1951–52  | セグンダ     | 7位  |                  |
| 1952–53  | セグンダ     | 13位 |                  |
| 1953–54  | セグンダ     | 15位 |                  |
| 1954-55  | テルセーラ   | 2位  |                  |
| 1955-56  | テルセーラ   | 1位  |                  |
| 1956-57  | テルセーラ   | 1位  |                  |

| シーズン | ディビジョン | 順位 | コパ・デル・レイ |
| -------- | ------------ | ---- | ---------------- |
| 1957-58  | テルセーラ   | 3位  |                  |
| 1958-59  | テルセーラ   | 2位  |                  |
| 1959-60  | テルセーラ   | 2位  |                  |
| 1960–61  | セグンダ     | 10位 |                  |
| 1961–62  | セグンダ     | 12位 |                  |
| 1961–62  | セグンダ     | 11位 |                  |
| 1963–64  | セグンダ     | 15位 |                  |
| 1964-65  | テルセーラ   | 1位  |                  |
| 1965-66  | テルセーラ   | 3位  |                  |
| 1966-67  | テルセーラ   | 1位  |                  |
| 1967-68  | テルセーラ   | 2位  |                  |
| 1968-69  | テルセーラ   | 1位  |                  |
| 1969–70  | セグンダ     | 19位 |                  |
| 1970-71  | テルセーラ   | 10位 |                  |
| 1971-72  | テルセーラ   | 2位  |                  |
| 1972-73  | テルセーラ   | 1位  |                  |
| 1973–74  | セグンダ     | 3位  |                  |
| 1974–75  | プリメーラ   | 7位  |                  |
| 1975–76  | プリメーラ   | 9位  |                  |

| シーズン | ディビジョン | 順位 | コパ・デル・レイ |
| -------- | ------------ | ---- | ---------------- |
| 1976–77  | プリメーラ   | 12位 |                  |
| 1977–78  | プリメーラ   | 9位  |                  |
| 1978–79  | プリメーラ   | 10位 |                  |
| 1979–80  | プリメーラ   | 11位 |                  |
| 1980–81  | プリメーラ   | 17位 |                  |
| 1981–82  | セグンダ     | 2位  |                  |
| 1982–83  | プリメーラ   | 13位 |                  |
| 1983–84  | プリメーラ   | 18位 |                  |
| 1984–85  | セグンダ     | 17位 |                  |
| 1985–86  | セグンダB    | 3位  |                  |
| 1986–87  | セグンダB    | 5位  |                  |
| 1987–88  | セグンダB    | 1位  |                  |
| 1988–89  | セグンダ     | 7位  |                  |
| 1989–90  | セグンダ     | 13位 |                  |
| 1990–91  | セグンダ     | 18位 |                  |
| 1991–92  | セグンダB    | 1位  |                  |
| 1992–93  | セグンダB    | 2位  |                  |
| 1993–94  | セグンダB    | 1位  |                  |
| 1994–95  | セグンダ     | 4位  |                  |

| シーズン | ディビジョン | 順位 | コパ・デル・レイ |
| -------- | ------------ | ---- | ---------------- |
| 1995–96  | プリメーラ   | 22位 |                  |
| 1996–97  | セグンダ     | 2位  |                  |
| 1997–98  | プリメーラ   | 15位 |                  |
| 1998–99  | プリメーラ   | 20位 |                  |
| 1999–00  | セグンダ     | 4位  |                  |
| 2000–01  | セグンダ     | 9位  |                  |
| 2001–02  | セグンダ     | 11位 |                  |
| 2002–03  | セグンダ     | 7位  |                  |
| 2003–04  | セグンダ     | 11位 |                  |
| 2004–05  | セグンダ     | 21位 |                  |
| 2005–06  | セグンダB    | 1位  |                  |
| 2006–07  | セグンダ     | 12位 |                  |
| 2007–08  | セグンダ     | 7位  |                  |
| 2008–09  | セグンダ     | 9位  |                  |
| 2009–10  | セグンダ     | 16位 |                  |
| 2010–11  | セグンダ     | 19位 | 2回戦敗退        |
| 2011–12  | セグンダB    | 9位  |                  |
| 2012–13  | セグンダB    | 8位  |                  |

- 12シーズン -  プリメーラ・ディビシオン（1部）
- 34シーズン -  セグンダ・ディビシオン（2部）
- 9シーズン -  セグンダ・ディビシオンB（3部相当）
- 19シーズン -  テルセーラ・ディビシオン（現4部相当、1977年以前は3部相当）
- 1シーズン - ディビシオネス・レヒオナレス（現5部以下相当、1977年以前は4部以下相当）

## 獲得タイトル

### 国内タイトル
- プリメーラ・ディビシオン 昇格 : 3回

1974, 1982, 1997
- セグンダ・ディビシオン 優勝 : 3回

1987-1988, 1991-1992, 1993-1994
- セグンダ・ディビシオンB 優勝 : 1回

2005-2006

## 歴代監督

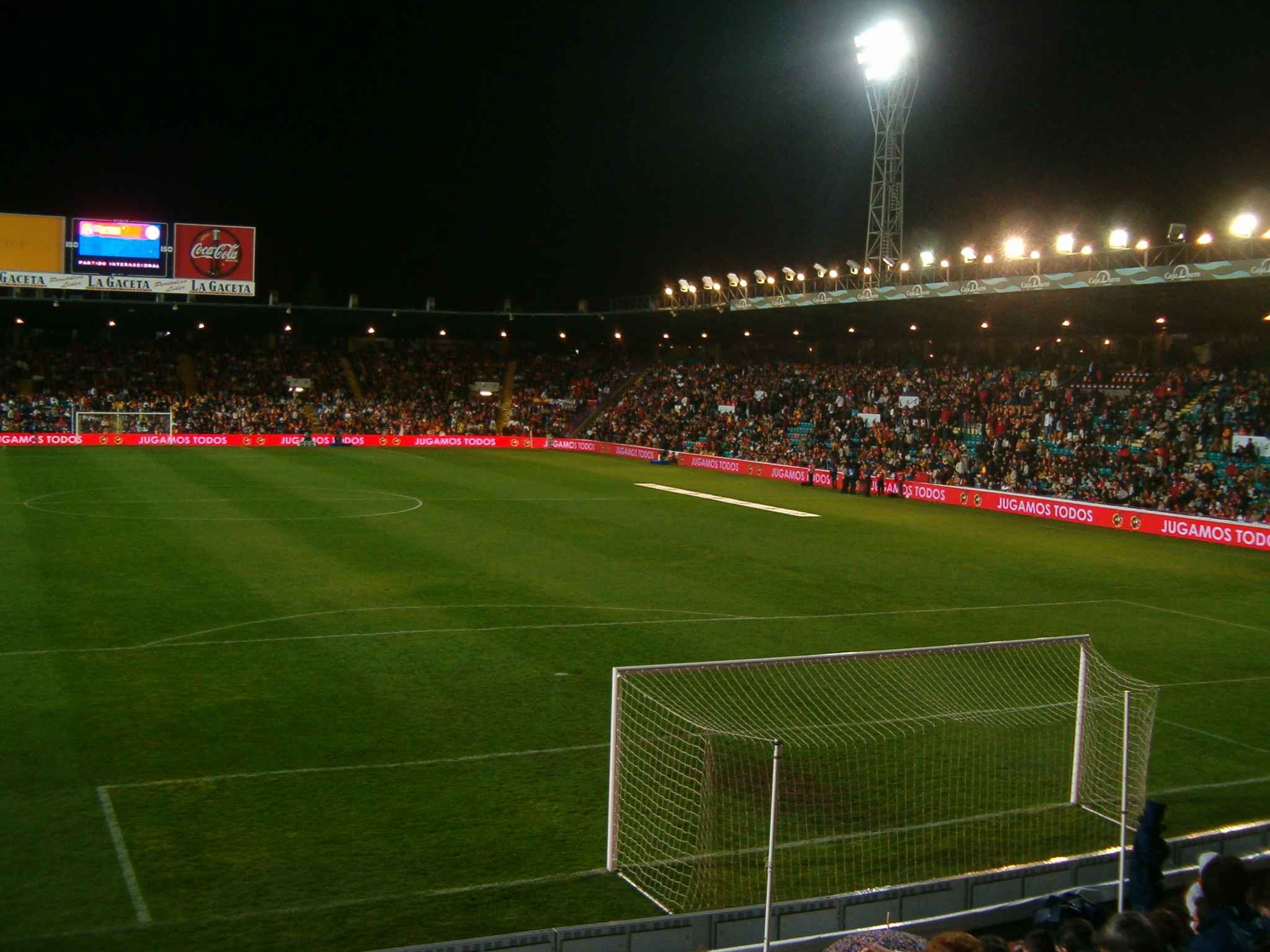
エスタディオ・エルマンティコ

- ホセ・ルイス・ガルシア・トライド
- ゴルカ・エチェベリア
- マヌエル・オリバレス 1944-1946
- ハリー・バッゲ 1950-1951
- エンリケ・オリサオーラ 1970
- フアン・マヌエル・リージョ 1992-1996
- ホルヘ・ダレッサンドロ 1996
- アンドニ・ゴイコエチェア・オラスコアガ 1996-1998
- ジョアン・アウベス 1997
- ホセ・フランシスコ・ロホ 1997-1998
- ミゲル・アンヘル・ルッソ 1998-1999
- マリアーノ・ガルシア・レモン 1999-2000
- アンヘル・クレゴ 2000
- フアン・セニョール 2000-2001
- ホルヘ・ダレッサンドロ 2002-2003
- フェリペ・ミニャンブレス 2003-2005
- アンドニ・ゴイコエチェア・オラスコアガ 2004-2005
- ハビ・ロペス 2005-2007
- フアン・イグナシオ・マルティネス 2007-2008
- ダビド・アマラル・ロドリゲス 2008-2009
- フアン・カルロス・オリバ 2009-2010
- ホルヘ・ダレッサンドロ 2010
- ホセ・ムルシア 2010-2011
- パブロ・セガーラ 2011-2012

## 歴代所属選手
- プルデン 1939-40, 1941-1943
- ホルヘ・ダレッサンドロ 1974-1984
- イスマエル・ウルサイス 1994-1995
- ミチェル・サルガド 1996-1997
- ガブリエル・ポペスク 1996-1998
- ペドロ・パウレタ 1996-1998
- パブロ・ゼガーラ 1996-1998, 1999-2000, 2001-2002
- カターニャ 1996-1998
- ボグダン・ステレア 1997-2002
- マルコ・ランナ 1997-1999
- ルチアン・マリネスク 1998-1999, 2000-2002
- カタリン・ムンテアヌ 1998-2001
- アリザ・マククラ 2000-2001, 2001-2002
- ムティウ・アデポジュ 2001-2002
- ミク 2005-2006
- カルロス・ベラ 2006-2007
- ホーヴァル・ノルトヴェイト 2008